# 뽀로로 극장판 슈퍼썰매 대모험
《뽀로로 극장판 슈퍼썰매 대모험》은 2013년 공개된 대한민국의 애니메이션 영화로, 《뽀로로》의 처음으로 극장에서 공개한 영화판이다.

## 출연진
- 이선 - 뽀로로 역
- 이미자 - 크롱 역
- 함수정 - 에디 역
- 홍소영 - 루피 역
- 정미숙 - 패티 역
- 김환진 - 포비 역
- 조현정 - 해리 역
- 엄상현 - 토토 역
- 유동균 - 망고 역
- 임채헌 - 푸푸 역
- 이장우 - 두두 역
- 구자형 (본편에서의 내레이션과 통통이, 고래의 성우) - 백호 역
- 전광주 - 너오리 역
- 이장원 - 나오리 역
- 최흘 - 방가 역
- 최낙윤 - 복면쥐1 역
- 이재범 - 복면쥐2 역